# Список памятников Апатитов

Список монументов, памятников и мемориальных досок, расположенных в городе Апатиты, Мурманская область:
| Фото                                                                          | Год установки | Название                                                                                       | Авторы                                              | Местоположение                                                  |
| ----------------------------------------------------------------------------- | ------------- | ---------------------------------------------------------------------------------------------- | --------------------------------------------------- | --------------------------------------------------------------- |
|                                                                               | 1959          | Стела всесоюзной ударной стройки АНОФ-2                                                        |                                                     | Улица Промплощадка АНОФ-2                                       |
|                                                                               | 1967          | Памятник Ленину                                                                                | Ф.С. Таксис                                         | Площадь Ленина                                                  |
| Монумент строителям2                                                          | 1967          | Монумент первым строителям города Апатиты                                                      | М. Мурманишвили, Д. С. Тушурашвили и В. А. Мартенко | Пересечение улицы Ферсмана и Московской улицы                   |
|                                                                               | 1980          | Памятник академику А. Е. Ферсману                                                              | Е. Б. Преображенская                                | Улица Ферсмана                                                  |
|                                                                               | 2005          | Мемориал Выпускникам Апатитской средней школы, погибшим в Великую Отечественную войну          | В.Баржицкий                                         | Улица Кирова                                                    |
| Стела в память о милиционерах, погибших при исполнении служебных обязанностей | 2007          | Стела в память о милиционерах, погибших при исполнении служебных обязанностей                  | С. В. Бабенко                                       | Улица Космонавтов                                               |
| Милицейская Волга ГАЗ-21                                                      | 2009          | Милицейская машина «Во́лга» ГАЗ-21                                                              |                                                     | Улица Космонавтов                                               |
| Памятник Кириллу и Мефодию                                                    | 2009          | Памятник Кириллу и Мефодию                                                                     | Михаил Мординсон                                    | Улица Ленина                                                    |
|                                                                               | 2011          | Памятник князьям Петру и Февронии                                                              | Михаил Мординсон                                    | Улица Ленина                                                    |
| Памятник землякам, погибшим в годы ВОВ                                        | 2013          | Памятник землякам, погибшим в годы Великой Отечественной войны                                 | В. Филатов и В. П. Нагорнов                         | Площадь Ленина                                                  |
|                                                                               | 2016          | Памятник фронтовикам,трудившимся на Апатитской ТЭЦ после окончания Великой Отечественной войны |                                                     | Энергетическая улица                                            |
|                                                                               | 2016          | Памятник воинам-интернационалистам и участникам локальных войн                                 |                                                     | Улица Воинов-Интернационалистов                                 |
| Памятник Пушкину                                                              | 2017          | Памятник Пушкину                                                                               | З.К. Церетели                                       | Сквер имени Пушкина, на пересечении улиц Дзержинского и Пушкина |
|                                                                               | 2017          | Памятник И.Ф. Кузнецову                                                                        |                                                     | Район Школы № 14, улица Бредова, 2А                             |

## Мемориальные доски
| Фото | Год установки | Название                                                                      | Местоположение                  |
| ---- | ------------- | ----------------------------------------------------------------------------- | ------------------------------- |
|      | 1967          | Мемориальная доска В.И.Ленин                                                  | Площадь Ленина, 1               |
|      | 1967          | Мемориальная доска А.Е.Ферсман                                                | Улица Ферсмана, 16              |
|      | 1968          | Мемориальная доска А.Ф.Бредов                                                 | Улица Бредова, 1                |
|      | 1975          | Мемориальная доска Е.К.Козлов                                                 | Улица Козлова, 1                |
|      | 1975          | Мемориальная доска А.Г.Зиновьев                                               | Улица Зиновьева, 2              |
|      | 1982          | Мемориальная доска А.В.Сидоренко                                              | Улица Ферсмана, 14              |
|      | 1989          | Мемориальная доска Н.Д.Нечаев                                                 | Улица Нечаева, 1                |
|      | 1990          | Мемориальная доска с именами военнослужащих апатитчан, погибших в Афганистане | Улица Воинов-Интернационалистов |
|      | 1992          | Мемориальная доска С.Н.Елин                                                   | Фестивальная улица, 7           |
|      | 1995          | Мемориальная доска В.И.Чернецов                                               | Улица Ленина, 18                |
|      | 2005          | Мемориальная доска В.К.Егоров                                                 | Улица Ленина, 24                |
|      | 2011          | Мемориальная доска Л.А.Гладина                                                | Улица Ленина, 24а               |